# Gamma Andromedae
Désignations
γ1 And : γ And A, HR 603, HD 12533, SAO 37734, FK5 73, WDS 02039 +4220A

Gamma Andromedae (γ Andromedae / γ And), également appelée par son nom traditionnel Almach, est une étoile multiple située dans la constellation d'Andromède.

## Caractéristiques physiques
Almach est une étoile géante orange. De magnitude apparente 2,1, son éloignement de nous de plus de 350 années-lumière cache qu'elle est en fait très lumineuse, 1 400 fois plus que le Soleil. Près de 90 fois plus grande que celui-ci, il s'agit d'une vraie géante qui s'étendrait jusqu'à l'orbite de Vénus dans le système solaire.

## Environnement stellaire

Composantes du système γ Andromedae (pas à l'échelle).

Almach est une étoile double. La principale étoile du système, la géante orange décrite ci-dessus, est désignée par γ1 Andromedae. Autour d'elle tourne γ2 Andromedae qui est elle-même une étoile double : γ2-A Andromedae, de magnitude 5,0, et γ2-B Andromedae, de magnitude 5,5, se tournent autour en 61 ans selon une orbite très fortement elliptique. Les deux étoiles sont toutes deux bleues. γ2-A Andromedae est elle-même double, son compagnon tournant autour d'elle en seulement 2,7 jours.
Almach est donc une étoile quadruple, mais il est possible qu'une ou deux étoiles plus éloignées appartiennent également au système.

## Noms
Almach est le nom propre de l'étoile γ1 Andromedae qui a été approuvé par l'Union astronomique internationale le 20 juillet 2016. Il provient de l'arabe العناق, al-cAnāq [al-arḍ], « le Lynx du désert » et fait référence au caracal, un chat sauvage des régions moyen-orientales. Il est également orthographié Almaak, Alamak, Almak, Almaach, Alamac ou Al'mak.
En astronomie chinoise, cette étoile fait partie de l'astérisme Tianda jiangjun, représentant un militaire de haut rang éventuellement accompagné de ses hommes.